# 卡明斯基冰原島峰
83°36′S 54°12′W / 83.600°S 54.200°W
卡明斯基冰原島峰（英語：Kaminski Nunatak）是南極洲的冰原島峰，位於伊利沙伯女皇地，處於里瓦斯峰東南面3公里，屬於彭薩科拉山脈中尼普頓山脈的一部分，美國地質調查局根據測量和該國海軍的空中照片繪入地圖，現時由南極條約體系管理。